# The Finals
The Finals - darmowa gra komputerowa z gatunku strzelanek pierwszoosobowych, wyprodukowana i wydana przez Embark Studios, spółkę zależną Nexon. Została  wydana 8 grudnia 2023 roku na platformy PC, PS5 i  Xbox Series X/S. Dwa tygodnie po premierze (22 grudnia 2023) twórcy poinformowali o liczbie 10 milionów graczy.

## Rozgrywka
The Finals jest grą przeznaczoną do rozgrywek wieloosobowych. Większość trybów gry polega na drużynowej walce z innymi graczami. Gracze mogą wybrać jedną z 3 klas: „drobną” (ang. Light), „średnią” (ang. Medium) lub „rosłą” (ang. Heavy). Każda klasa ma własny wybór broni i wyposażenia. W grze występuje system destrukcji, a także ograniczony system konstrukcji.

## Odbiór
Gra otrzymała pozytywne recenzje na Steam. Na agregatorze Metacritic uzyskała średnią ocen na poziomie 80/100. Produkcja otrzymała nominacje do tytułu najlepszej gry gry wieloosobowej i wybitnego osiągnięcia technicznego DICE Awards 2024.